# Pusilha (fornlämning i Belize)
Pusilha är en fornlämning i Belize.   Den ligger i distriktet Toledo, i den södra delen av landet, 130 km söder om huvudstaden Belmopan. Pusilha ligger 130 meter över havet.
Terrängen runt Pusilha är kuperad åt sydost, men åt nordväst är den platt. Runt Pusilha är det mycket glesbefolkat, med 4 invånare per kvadratkilometer..
I omgivningarna runt Pusilha växer i huvudsak städsegrön lövskog.